# Ilias Panagiotaros
Ilias Panagiotaros ist Mitglied der neonazistischen griechischen Partei Chrysi Avgi. Nach der Parlamentswahl in Griechenland Mai 2012 war er Abgeordneter des griechischen Parlaments.

## Leben
Panagiotaros besitzt einen Laden in Athen, der Tarnkleidung, Hooliganbekleidung, Gesichtsmasken, nationalistische T-Shirts und Polizeizubehör verkauft. Im Oktober 2012 wurde ein Foto von ihm in seinem Laden veröffentlicht, das ihn vor einem Fotoporträt von Željko Ražnatović zeigt.
Panagiotaros ist Mitbegründer der Galazia Stratia (Blauen Armee), die von nationalistischen Fußballhooligans ins Leben gerufen wurde. Er war auch Mitglied der Patriotischen Allianz (griech.: Πατριωτική Συμμαχία), einer rechtsradikalen Partei in Griechenland, die im Jahr 2004 ins Leben gerufen wurde.
Im Jahr 2010 sprach Panagiotaros gegenüber einem Reporter der Le Monde diplomatique einen Tag vor den Kommunalwahlen von einem Pogrom, den es geben werde, wenn die Chrysí Avgí einen Gemeinderat in Athen durchbrächte.
Im Juni 2012 wurden kurzfristig Panagiotaros und der Abgeordnete Ioannis Vouldis festgenommen. Bei der Festnahme handelte es sich um den Verdacht einer Attacke auf einen 31-jährigen Pakistani.
Im Oktober 2012 versuchten Abgeordnete der Chrysí Avgí und deren Anhänger, zusammen mit konservativen religiösen Führern, eine Theatervorstellung des Stücks Corpus Christi, welches das Christentum kritisiert und von Terrence McNally stammt, im Hytirio Theater zu stürmen. Auch Panagiotaros nahm am Protest teil. Die Polizei setzte Tränengas ein. Ilias Panayiotaros wird in diesem Zusammenhang beschuldigt die Schauspieler des Stücks bedroht zu haben, mit den Worten: „Eure Zeit wird kommen“. Zudem entstanden Videoaufnahmen, bei denen Panagiotaros gefilmt wird, wie er im Beisein der Polizei die Darsteller und den Regisseur als Schwule und Nutten bezeichnet.
In einem Interview mit Paul Mason, Reporter der BBC, im Oktober 2012 sprach Panagiotaros, angesichts der wirtschaftlichen Entwicklungen, von einem in Kürze stattfindenden Bürgerkrieg in Griechenland: „Auf der einen Seite werden Nationalisten wie wir sein und Griechen die unser Land so haben wollen, wie es einst war. Auf der anderen Seite werden Immigranten, Anarchisten und all jene sein, die Athen mehrere Male zerstört haben“.
Gegenüber NBC News sagte Panagiotaros: „Wir müssen 10 Millionen Griechen beschützen, die unter der schlechten Wirtschaft, den Morden, Vergewaltigungen, Schießereien und allem andren leiden, was illegale Immigranten in diesem Land machen“.
In einem weiteren Interview sagte Panagiotaros, Griechenland müsse wieder zu einer Politik zurückfinden, in der die eigene Kultur und Nationalität stärker betont werde. Die Chrysí Avgí sei eine gut organisierte Partei, ohne deren Hilfe Griechenland, ein Land in dem zwei Millionen Menschen illegal seien, ins Chaos stürzen würde.
Die einzigen rassistischen Attacken, die in den letzten existieren würden, seien, Attacken, die illegale Immigranten gegen Griechen ausführen würden, sagte Panagiotaros. Seine Partei führe einen sehr legitimierten politischen Kampf im Parlament und den Wohngegenden in Athen und Griechenland durch.
Im Februar 2013 forderte er von der griechischen Regierung, auf den Inseln Imia die griechische Flagge zu installieren.
Im März 2013 versammelte sich Panagiotaros mit 500 Anhängern der Partei vor dem TV-Sender Mega TV, um gegen die Ausstrahlung einer türkischen Serie am griechischen Unabhängigkeitstag zu protestieren. Am Schluss der Veranstaltung warfen er und andere Abgeordneten Eier und Joghurt gegen das Gebäude und verbrannten eine türkische Flagge.
Im Mai 2013 sagte Panagiotaros während eines Interviews im australischen Fernsehsender SBC, dass die Menschen in Griechenland lieber die Verantwortlichen, anstatt sich selbst umbringen sollen. Zudem sagte er die Chrysí Avgí habe demnächst den Status gleich der Hisbollah im Libanon. Die Partei installiere eine Art zweite Regierung, um für die griechischen Bürger zu sorgen und bekäme beispielsweise mehr Hilferufe als die normale griechische Polizei.
Am 28. September 2013 wurden Panagiotaros und andere hochrangige Parteimitglieder wegen Bildung einer kriminellen Vereinigung verhaftet. 2020 wurde er zu 13 Jahren Gefängnis verurteilt.

## Politische Karriere
Am 21. April 2004, gründeten Mitglieder der Chrysi Avgi, frühere Mitglieder der Laikos Orthodoxos Synagermos und einige andere Mitglieder politisch rechts orientierter Gruppen die Patriotische Allianz. Der Leiter der Partei war Dimitrios Zaphiropoulos. Panagiotaros wirkte als Stellvertreter.
Seit 2012 ist Panagiotaros Abgeordneter des griechischen Parlaments. Im Oktober 2012 stellte er eine Anfrage an den Innenminister Evripidis Stylianidis, genaue Statistiken von Kindern mit Migrationshintergrund anzufertigen. Bereits während der Wahl im Juni 2012 äußerte er sich folgendermaßen: „Wenn die Chrysí Avgí ins Parlament gewählt wird, wird sie aus Krankenhäusern und Kindergärten alle illegalen Immigranten und deren Kinder rauszuwerfen“.